# عيطة
العيطة فن مغربي قديم ظهر منذ عصور سلاطين المغرب وتبلور بقوة أثناء الإستعمار الذي تعرض له هذا الأخير كنوع من المقاومة ضد المحتل، وهو لون غنائي يعتمد على أشعار تحمل معاني مرمزة لا يفهمها إلا أصحاب الأرض كنوع من شفرة سرية بين المقاومين المغاربة من النساء والرجال ضد العدو .

## المعنى اللغوي
العيطة تعني النداء، في مفهومه الأصلي القديم أي نداء القبيلة والاستنجاد بالسلف لتحريك واستنهاض همم الرجال واستحضار ملكة الشعر والغناء. حيث يقول عبد الرحمن المجذوب وهو شاعر شعبي مغربي:
ويستفاد من كلامه أن مفهوم العيطة هو النداء جهرا المستوخى منه لفت الانتباه.
أما ٱصطلاحا فهو مجموعة من المقاطع الغنائية والفواصل الموسيقية الإيقاعية الممتزجة في منظومة تختلف عناصرها باختلاف أنواع وأنماط العيطة نفسها.

### أصولها وتاريخها
العيطة فرع أساسي من فروع الموسيقى المغربية عموما و الموسيقى الشعبية المغربية خصوصا، كما تعتبر كذلك فنا أصيلا ضاربا في جذور التراث الشعبي والثقافة المغربيين. حيث يستقي شيوخ القبائل مواضيعهم من الحياة الاجتماعية للإنسان المغربي وغالبا ما تتناول قصائدهم مواضيع عن العشق والمتعة والذم والتغني بالجمال وبالطبيعة.

### طقوس العيطة
تعمد الفرقة الغنائية (المغنية) حسب تعبير أهل دكالة والسهــــول المجــــاورة لها إلى حط الرحال في وضح النهـــار قبل أذان العصر في دوار من الدواويير حتى يتمكن المحبـــون والمهتمون من الاستعداد لالليلة حيث تتعمد الفرقة النزول قرب أحد الكرمـــــاء أو المحبـــين في خيمة تدعــى الڭيطون بالدارجة المغربية.
عند مغيب الشمس وبعد انتهـــــاء أهل الدوار من مشـــاغلهم اليومية تبدأ استعدادات الفرقة بإشعــــــال القنديل الكاربون وإشعــــال النــــار لتسخـين الدفوف (البنادير) التي كـــــانت تصنع من جلد المــــــاعز ثم يعمد الشيخ ( القــوابزي ) حسب كـــــلام أهل الميدان إلــــــــى العزف علــــــــــى آلته ( الكمان (كمنجة) – النــاي (المزمار) – ڭنبري ...) في حــــــين ينــادي مغنــــــي أو مغنيـــــــة ( نُغْثٌ أو نُغْثَةٌ ) بصوت جهوري مرتفع لإستلهــــــــام اهتمام كل من لا علم له بمجـــــيء الفرقـــــــــــة.
فيقــــــــال : ( دير شي عيطة يا فلان ) من هنا جاءت كلمة العيطة.
تبدأ الليلة بتحلق المحبــــين حول الخيمة لتعزف الفرقة بعض الأغـــاني وغالبـا ما تكون الدخلة بعيطة مرساوية أو حصباوية أو حوزية حسب المنطقة إلى حين مجـــــــيء كرماء الدوار بالعشاء وصينية الشاي.... أما نساء الدوار فيمكثن في بيوتهن إلى حين تناول الفرقة لوجبة العشاء كي يتحلقن بدورهن حول الخيمة في مكان خاص بهن وغالبا ما كن يجلسن القرفصاء على التراب. بعد وجبة العشاء تعود الفرقة لأداء ألوان متنوعة من العيوط لتختم بالعيطة الزعرية التي يرافقها ما يعرف بلغتهم ( التسيقير) وهو عملية جمع المال من المتحلقين حــــول الخيمة. لتختم الليلة بالدعاء: حيث يعمد كبير الفرقة إلى الختم بما يعرف في البادية المغربية بالفاتحة (وهي رفع الكفوف للدعاء بالخير والتيسير والصحة والعافية) تم يطـــلب من الجمهور التعرض لهذه الفاتحة بشيء من المال.... 

### أنواعها
ارتبط صيت فن العيطة بامتداد السهول الوسطى للساحل الأطلســي (الشاوية ودكالة عبدة بالأساس) مرورا ببعض المناطق المجاورة كالحوز وزعير بالخصوص. وقد صنف العارفون والمهتمون بهذا الفن الشعبي العيطة إلى ثل أشكال رئيسية هي:
- العيطة المرساوية
- العيطة الجبلية
- العيطة الحوزية
- العيطة الملالية

إلا أن الأبحاث الحديثــة أقرت وجــود أربعة فروع أساسية أخرى
- العيطة الحصباوية
- العيطة الزعرية
- العيطة الخريبكية
- العيطة الورديغية
- العيطة الجيلالية
- العيطة الساكن.

[من طرف محمد]

### الآلات الموسيقية المرافقة
تعتمد العيطة كثيرًا على طريقة الإلقاء بالأساس وكذلك ألات موسيقية طربية لإيصال الحس الشعبي الحماسي كالكمان، الطعريجة، دف(البندير) ...

### روادها
- عبد الله البيضاوي
- جمال الزرهوني
- بوشعيب البيضاوي
- الحاجة الحمونية
- خديجة البيضاوية
- فاطنة بنت الحسين
- حجيب
- بوشعيب الجديدي
- زينة الداودية
- أولاد بنعكيدة
- ولد الصوبا
- خديحة أمركوم
- الشيخ أحمد ولد قدور
- فاطمة الزحافة
- فاطمة الكوباس
- محمد العروسي
- أحمد الكرفطي
- شامة الزاز
- الحاجي السريفي
- ولاد البوعزاوي